# Virage Logic
Virage Logic — американская компания, поставщик программных и физических IP-блоков для проектирования сложных полупроводниковых интегральных микросхем. Ассортимент предлагаемых компанией продуктов очень широк: решения для центральных процессоров, интерфейсных схем, встраиваемые схемы SRAM и энергонезависимой памяти, блоки встраиваемой диагностики и восстановления памяти, библиотеки логики и программное обеспечение для проектирования схем памяти. Штаб-квартира компании располагалась во Фримонте (США), исследовательские и опытно-конструкторские подразделения — в Ереване (Армения), Санкт-Петербурге (Россия) и Индии. Руководил компанией Алекс Шубат (англ. Alex Shubat). В 2010 году компания поглощена корпорацией Synopsys.

## История
- 1996 — основание компании
- 1999 — открытие научно-исследовательских подразделений в Индии и Армении
- 2000 — выпуск акций компании в свободное обращение на рынке (IPO)
- 2001 — представлена STAR Memory System
- 2002 — покупка InChip, поставщика IP-блоков полупроводниковой логики.
- 2007 — покупка Ingot Systems, поставщика IP-блоков узкоспециализированного назначения[1]
- 2008 — покупка у Impinj подразделения IP-блоков логики энергонезависимой памяти[2]
- 2009 — покупка ARC International, поставщика IP-блоков реконфигурируемых процессоров и мультимедиа компонентов[3]
- 2009 — покупка компании NXP CMOS IP Group[4]
- 2010 — куплена компанией Synopsys[5]